# 斯坦利·切拉
斯坦利·I·切拉（英語：Stanley I. Chera, 1942年10月22日—2020年4月11日），男，美国企业家。

## 生平
1942年出生于纽约布鲁克林区的一个叙利亚裔犹太家族，1980年代开始涉足纽约市房地产业，2000年代逐渐成长为领军人物。
2020年3月生病住院，后被确诊为2019冠状病毒病案例，2020年4月11日逝世，享年77岁。

## 家庭
有三个儿子均任职于家族公司。他同时也是布鲁克林社区塞法迪犹太人教派领导人。和唐纳德·特朗普是好友关系，2016年曾经捐款支持他竞选美国总统。